# Deltasider
Deltasider S.p.A. era una azienda italiana che operava nel settore siderurgico. Era parte del gruppo IRI-Finsider, caposettore Laminati lunghi, comuni e speciali della Finanziaria di Stato per la siderurgia.

## Storia

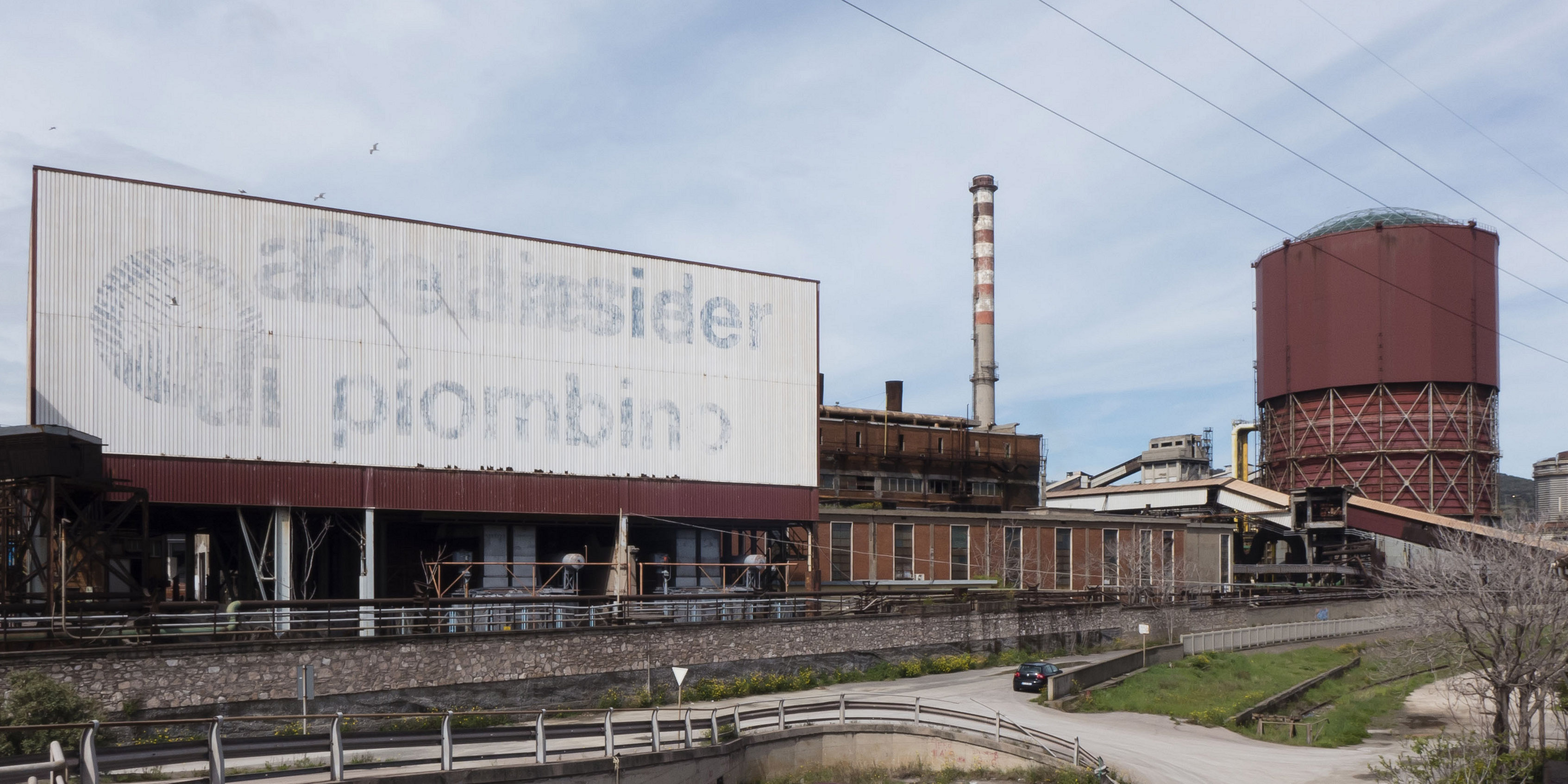
Loghi aziendali "Acciaierie di Piombino" e "Deltasider Piombino" sovrapposti e parzialmente cancellati su di un campannone in prossimità del porto e della dismessa stazione di Portovecchio di Piombino

La società nasce il 1º ottobre 1984 come fusione tra Acciaierie di Piombino S.p.A., Industria Acciai Speciali e Nuova Società Italiana Acciai Speciali S.p.A. (ex EGAM), per razionalizzare il settore di Finsider degli acciai da costruzione.
Deltasider era composta da tre divisioni: Divisione Valdarno (produzione di laminati mercantili e lavorazioni meccaniche per il settore ferroviario), Divisione Cogne (laminati in acciaio inox), Divisione Piombino (laminati in acciaio per costruzione)
Nel 1987 Deltasider si scorpora in 3 aziende:
gli stabilimenti siti in San Giovanni Valdarno e Marghera, diventano DeltaValdarno S.p.A., lo stabilimento di Piombino diventa Nuova Deltasider S.p.A., gli stabilimenti di Aosta e Verres diventano DeltaCogne S.p.A..
Nella sua storia ha partecipato anche Breda Siderurgica (Sesto S.G.), Deriver (Torre Annunziata) e Sisma (ex EGAM, Villadossola), Società Nazionale Cogne (ex EGAM, Aosta e Verres).

## Stabilimenti
Torino, Condove, Sesto San Giovanni, Scafati, Torre Annunziata, Piombino, San Giovanni Valdarno, Marghera, Aosta, Verrès, Villadossola.